# Argenteuil (Monet-kép)
Az Argenteuil című képet Claude Monet festette 1875-ben.
1871 decemberében Monet és családja a Párizstól északnyugatra fekvő Argenteuil városkába költözött, amely kedvelt helye volt a vízi sportoknak hódoló franciáknak. 1875 körül a művész festett egy sorozatot, amelyen horgonyzó vitorlás hajók láthatók. Ezek egyike a Musée de l’Orangerie-ben kiállított kép, amelynek középpontjában élénkpiros hajók állnak. Színük kiemeli őket a víz és az ég kékjéből, a Szajna felszínén lebegő növények zöldjéből.
A megtört ecsetvonások használata a tetőpontjára érő, érett impresszionizmus jellemzője. Az árbócok függőlegese ritmust és szerkezetet ad a kompozíciónak. Monet nem alkalmazza szigorúan a hagyományos perspektívát, annak vonala eltérni látszik a hajók két oldalán.
A festmény a nizzai Romaine Brooks gyűjteményében volt 1921 és 1955 között, majd 1963-ban Domenica Walter, Paul Guillaume francia műkereskedő özvegye vette meg, és ajándékozta a Louvre-nak. A festmény 1977 óta a Musée de l’Orangerie kollekciójának része.